# Саймон ван Велтувен
Саймон ван Велтувен  (англ. Simon van Velthooven, 8 грудня 1988) — новозеландський велогонщик, олімпійський медаліст.

## Виступи на Олімпіадах
| Олімпіада   | Дисципліна       | Місце |
| ----------- | ---------------- | ----- |
| Лондон 2012 | кейрін           | 3T    |
| Лондон 2012 | командний спринт | 5     |

## Зовнішні посилання
- Досьє на sport.references.com